# سیمون والی
سیمون والی (انگلیسی: Simone Valli؛ زادهٔ ۳ مارس ۱۹۹۵) بازیکن فوتبال اهل ایتالیا است.